# Aeroportul Kneeland
Aeroportul Kneeland (IATA: NLN, FAA LID: O19) este un aeroport din California, Statele Unite ale Americii.
Situat la o altitudine de 834 m, aeroportul dispune de 1 pistă.

## Infrastructură

### Piste
Aeroportul dispune de o singură pistă. Pista 15/33 are suprafața de asfalt și dimensiunile 2.252 picioare × 50 picioare. 